# Egyptisk kobra
Egyptisk kobra (Naja haje) är en giftsnok som lever i Nordafrika och Mellanöstern, från Saharaöknen till den syriska öknen.

## Utseende
Den mest framträdande delen är huvudet och skölden. Huvudet är platt med en bred nos. Ögonen är stora med runda pupiller. Halsen är 15–18 centimeter bred. Egyptiska kobror kan bli 1,5–2 meter långa men längre exemplar har dokumenterats.

## Beteende
Den egyptiska kobran är aktiv på nätterna men den kan även ses i solen tidigt på morgonen. Liksom andra kobror breder den ut sin sköld då den blir hotad.

## Gift
Ormens gift är mycket toxiskt och det är det näst mest toxiska efter kapkobrans gift. Den egyptiska kobrans gift anses dock farligare eftersom den är större, aggressivare och kan injicera mer gift vid varje bett. 

## Föda
Egyptisk kobra lever av små däggdjur, ödlor, fåglar och andra ormar, bland annat pufform och kapkobra.

## Fortplantning
Honorna lägger 8-33 ägg i termitstackar och äggen kläcks efter 60 dagar.